# Moon Patrol
Moon Patrol é um jogo eletrônico side-scrolling de ação e tiro. Lançado para  arcade pela Irem em 1982, ganhou versões para o Atari 2600, Playstation 4, Nintendo Switch, computadores e celular (J2ME, Lunar Patrol). Em Moon Patrol, o jogador controla um rover lunar, e seu objetivo é patrulhar todo o território, derrotando inimigos, e desviando de obstáculos. Na versão para Atari 2600, o jogador tinha como opção habilitar a música do jogo, bastando apenas colocar a chave de dificuldade “A-B” na posição B. Essa chave ficava atrás do aparelho de vídeo game.